# Warren Barguil
Warren Barguil, né le 28 octobre 1991 à Hennebont (Morbihan), est un coureur cycliste français, professionnel depuis 2013. Vainqueur du Tour de l'Avenir 2012, il a remporté deux étapes du Tour d'Espagne 2013 ainsi que deux étapes et le maillot à pois du Tour de France 2017. Il est champion de France sur route en 2019.

## Biographie

### Débuts cyclistes et carrière chez les amateurs

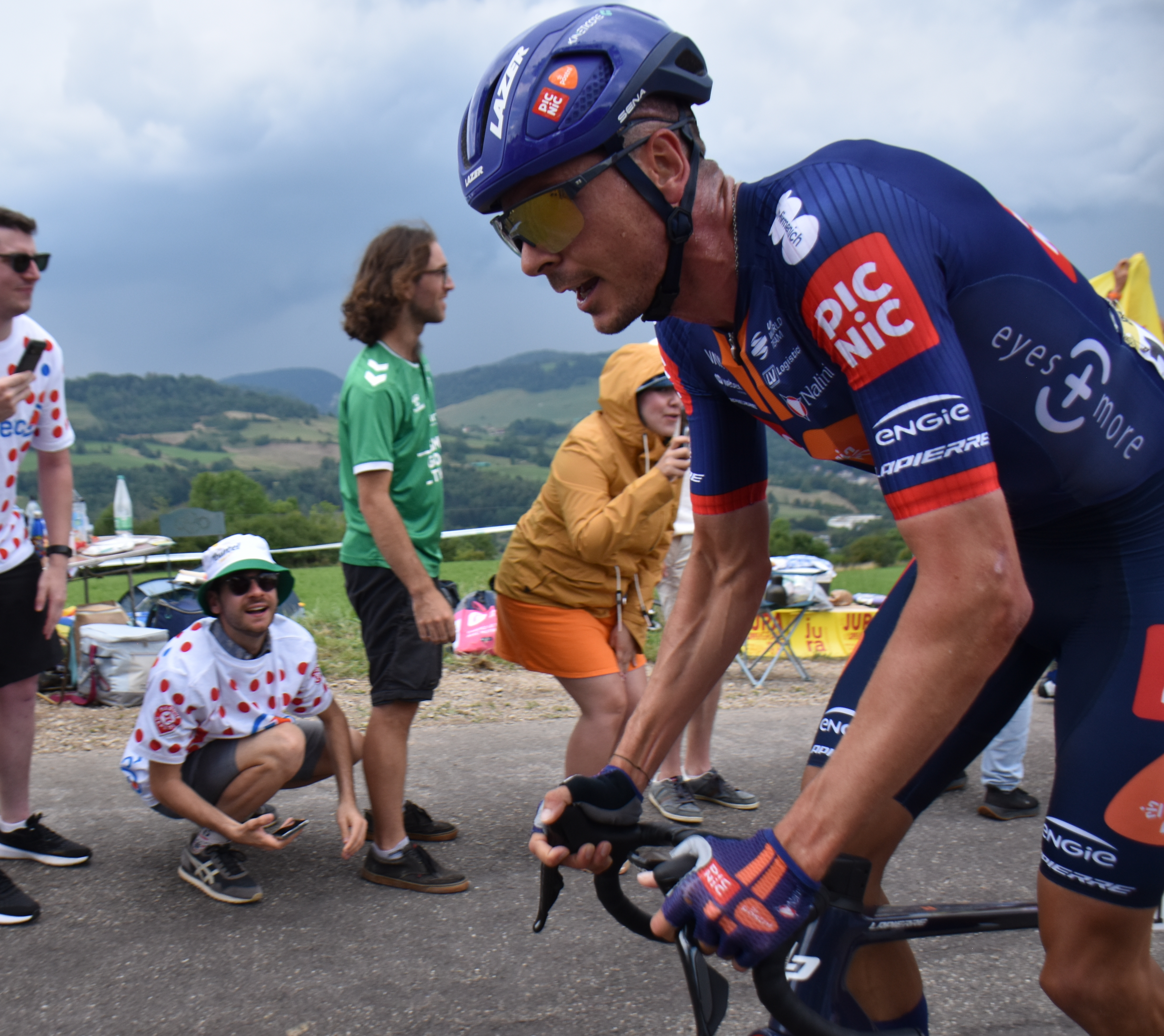
Warren Barguil sur le Tour de France 2025

Warren Barguil est le deuxième enfant de Denis et Betty Barguil. Il a une sœur aînée, Emeline et un petit frère, Brayann. Après avoir pratiqué plusieurs sports (football, judo, gymnastique), il suit les traces de son père, qui a fait du vélo en compétition (première catégorie), en découvrant le cyclisme par le BMX au club d'Hennebont, à l'âge de 7 ans. Après six années dans cette discipline, il passe au cyclisme sur route et rejoint le club de l'AC Lanester 56, un club de DN2 breton dont son père est membre. En première année junior, il remporte plusieurs contre-la-montre, dont le titre de champion de Bretagne de la catégorie. En 2009, il remporte de nombreuses victoires dont le titre de Champion de France juniors, ce qui lui vaut une sélection en équipe de France de la catégorie pour le Tour d'Istrie.
En 2010, Barguil rejoint le rang des espoirs et remporte le Prix de la Saint-Laurent Espoirs. En équipe nationale, il participe au Tour des Pays de Savoie alors qu'il a seulement 18 ans. Parallèlement à sa carrière sportive, Barguil fait des études supérieures et obtient un BTS assistant gestion PME-PMI. En 2011, il gagne avec le maillot de l'équipe de France la septième étape du Tour de l'Avenir, et se classe 5e au général. Il est également dixième du Tour de l'Ain.
En 2012, il décide de rejoindre le CC Étupes, une équipe au sein de laquelle il remporte de nombreuses victoires. Il a alors comme entraîneur Julien Pinot, le frère de Thibaut Pinot. À la fin de l'année, il est stagiaire dans l'équipe Argos-Shimano. Durant le Tour de l'Avenir, il remporte la 4e étape et s'empare de la tête du général puis remporte le classement général, par points et de la montagne.

### 2013: débuts professionnels et deux victoires d'étapes sur laVuelta
En octobre 2011, alors qu'il va rejoindre le CC Etupes pour la saison 2012, il annonce avoir signé un contrat professionnel avec Skil-Shimano à partir de la saison 2013. En 2013, il rejoint donc pour deux ans l'équipe devenue entretemps Argos-Shimano. Il reprend la compétition lors du Grand Prix d'ouverture La Marseillaise qu'il termine à la 8e place. Son début de saison est perturbé par des soucis de santé.
Il se dévoile au grand public lors de la Vuelta, son premier grand tour, où il est un coureur protégé dans son équipe. Le 6 septembre, il s'offre à 21 ans sa première victoire d'étape sur un grand tour en remportant la treizième étape de la Vuelta. Trois jours plus tard, il récidive au sommet de la seizième étape départagé de Rigoberto Urán grâce à la photo finish
.

Sélectionné ensuite pour la course en ligne des championnats du monde de Florence, une première pour lui, Barguil est contraint à l'abandon à la suite d'une chute.

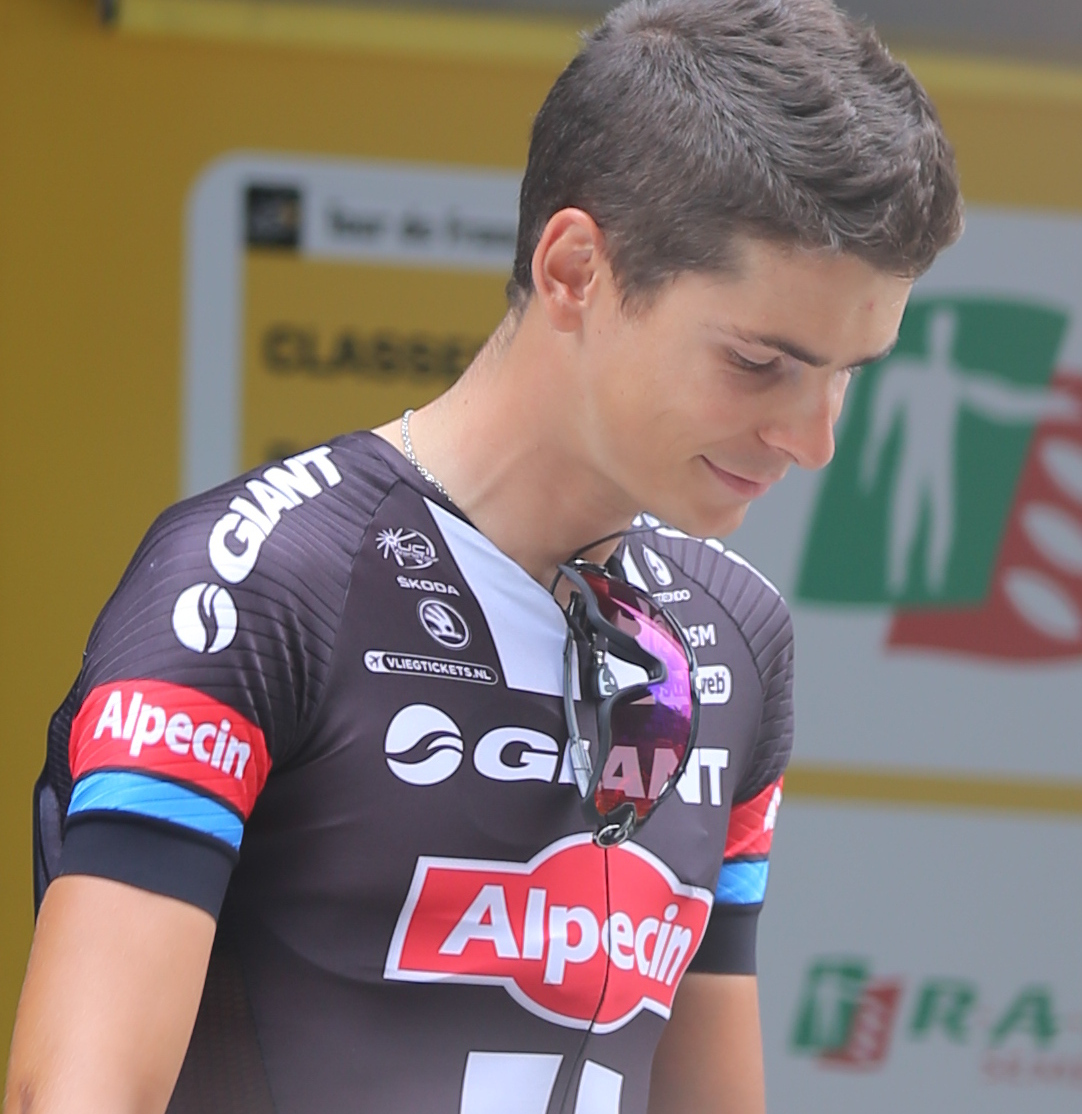
Warren Barguil lors de la 8e étape du Tour de France 2015.

### 2014: top 10 sur la Vuelta
En 2014, il termine neuvième du Tour de Catalogne, mais n'est pas sélectionné pour le Tour de France, qu'il considérait comme l'objectif de sa saison. Déçu, il attire les convoitises d'autres équipes mais met rapidement un terme aux rumeurs déclarant qu'il ne « changera pas d'équipe »,.
Il est néanmoins sélectionné sur la Vuelta par son équipe, et déclare « viser un top 15 au général »,. Il obtient la huitième place finale, à onze minutes et cinquante secondes du vainqueur Alberto Contador. Initialement présélectionné pour la course en ligne des championnats du monde, il figure dans la sélection finale et se classe dix-neuvième de la course.
Sa saison s'achève par une sixième place au classement final du Tour de Pékin.

### 2015: première participation au Tour de France
En 2015, Barguil découvre le Tour de France. Il le termine en quatorzième place et termine ainsi troisième meilleur jeune de ce Tour de France derrière Romain Bardet et Nairo Quintana. Il aura d'ailleurs porté par procuration le maillot blanc de meilleur jeune lors du contre-la-montre par équipe de la neuvième étape à Vannes car Peter Sagan portait déjà le maillot vert. Il subit une chute au cours de la dixième étape et déclare en 2016 qu'il avait fini ce Tour en étant atteint d'une fracture de rotule.
En octobre, Giant-Alpecin annonce la prolongation du contrat de Barguil de trois ans.

### 2016: grave chute en Espagne
Le 23 janvier 2016, lors d'un stage avec son équipe en Espagne, lui et cinq de ses coéquipiers sont violemment percutés par une conductrice anglaise qui roulait sur le mauvais côté de la route. Barguil est touché au niveau du genou et souffre d'une fracture du scaphoïde, nécessitant une intervention chirurgicale. Pour Barguil, cette blessure ne remet pas en cause ses objectifs de la saison : les classiques ardennaises, le Tour de France, les Jeux olympiques et le Tour d'Espagne. Barguil reprend la compétition lors du Tour de Catalogne qui commence le 21 mars. Lors du Tour de Suisse, il prend la tête de la course à l'issue de la sixième étape qui se termine en altitude à Sölden en Autriche, et termine l'épreuve à la 3e place. Il est sélectionné par son équipe pour le Tour de France, mais durant les trois semaines de course, il ne parvient pas à retrouver la forme qu'il espérait avoir pour pouvoir postuler au top 10 ainsi qu'au maillot blanc. Il finit donc à une décevante 23e place au classement général sur les Champs-Élysées.
Barguil, ainsi qu'Alexis Vuillermoz, Romain Bardet et Julian Alaphilippe constituent la sélection française pour la course en ligne des Jeux olympiques. Malade depuis début août, il abandonne la course après avoir effectué son travail d'équipier pour Julian Alaphilippe.
Il prend le départ du Tour d'Espagne diminué, mais ne pouvant défendre correctement ses chances, il abandonne lors de la troisième étape. En fin de saison, il termine à la huitième place du Tour de Lombardie.

### 2017: deux victoires d'étapes et meilleur grimpeur du Tour de France

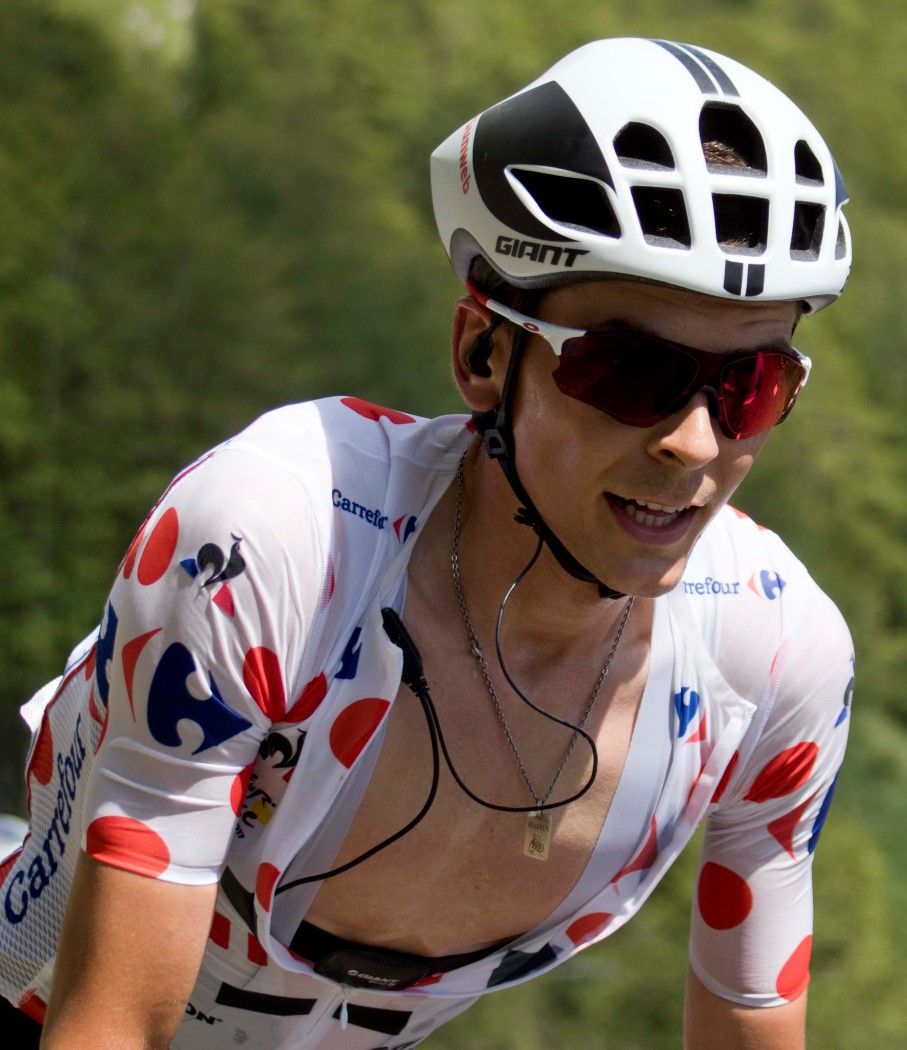
Warren Barguil portant le maillot à pois lors du Tour de France 2017.

En 2017, diminué en début de saison par une lourde chute sur le Tour de Romandie, Warren Barguil se fait remarquer dès les premières étapes difficiles du Tour de France. Il est dans l'échappée lors de la huitième étape se déroulant dans le Jura. Il passe près de la victoire le lendemain, lors de la 9e étape entre Nantua et Chambéry, battu de quelques millimètres par Rigoberto Urán qui prend sa revanche sur Barguil qui l'avait battu lors de la Vuelta 2013 de la même manière. Il revêt cependant ce même jour le maillot de meilleur grimpeur. Quelques jours après, le 14 juillet, lors de la 13e étape de 101 kilomètres entre Saint-Girons et Foix, après avoir accru son avance au classement du maillot à pois, il remporte sa première victoire sur le Tour de France au sprint devant Nairo Quintana, Alberto Contador et Mikel Landa. Les jours suivants il passe souvent à l'attaque pour conserver son maillot à pois. Lors de la 18e étape, étape reine du Tour de France, il sort du groupe maillot jaune dans l'ascension finale, le col d'Izoard, pour revenir sur les échappés, les lâcher un par un, et s'imposer en solitaire, remportant la deuxième étape de Tour de France de sa carrière, et assurant définitivement son maillot à pois,.
Après le Tour de France, Warren Barguil annonce qu'il rejoindra à la saison 2018 l'équipe bretonne Fortuneo-Oscaro. Il continue cependant sa saison sous les couleurs de l'équipe Sunweb avec laquelle il est toujours sous contrat.
Il prend le départ du Tour d'Espagne le 19 août à Nîmes. Pour ne pas avoir attendu son leader Wilco Kelderman au cours de la septième étape entre Hellin et Xorret de Cati, il est exclu par son équipe de la Vuelta alors qu'il était classé treizième au général. Barguil fait ensuite partie de la sélection française pour la course en ligne des championnats du monde de Bergen, course dont il prend la 37e place.

### 2018: retour aux sources chez Fortuneo-Samsic

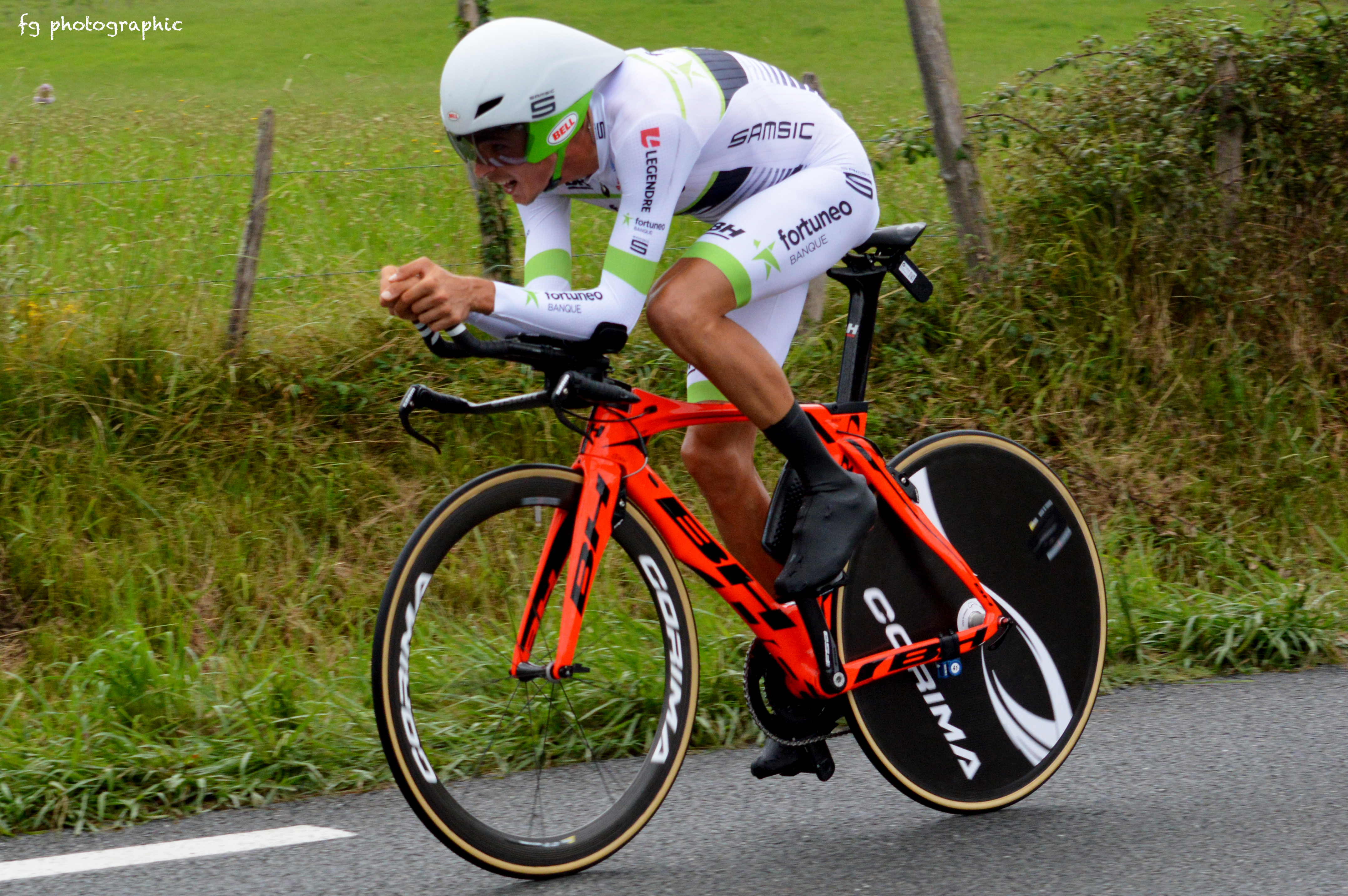
Warren Barguil durant le contre la montre individuel du Tour de France 2018.

En 2018, après un début de saison sans véritables résultats au sein de sa nouvelle équipe Fortuneo-Samsic, Warren Barguil arrive au Tour de France avec comme objectif de remporter au moins une étape. Il essaye vainement durant l'épreuve de se glisser dans la bonne échappée, mais il n'obtient pas la même réussite que l'année précédente. Il aura malgré tout tenté de conserver son maillot à pois, mais une nouvelle fois sans la réussite de l'année précédente en terminant à la deuxième place (91 pts) de ce classement de la montagne derrière Julian Alaphilippe (170 pts). Il finira ce Tour de France à une 17ème place finale, quelque peu décevante.
En septembre, il réussit à accrocher un podium important en Wallonie en vue des championnats du monde. Il y est appelé dans un rôle d'équipier par le sélectionneur Cyrille Guimard et ne termine pas la course, abandonnant à la suite d'une lourde chute à 100 km de l'arrivée dans un virage, tandis que Romain Bardet décroche une médaille d'argent pour l'équipe de France.

### 2019: champion de France

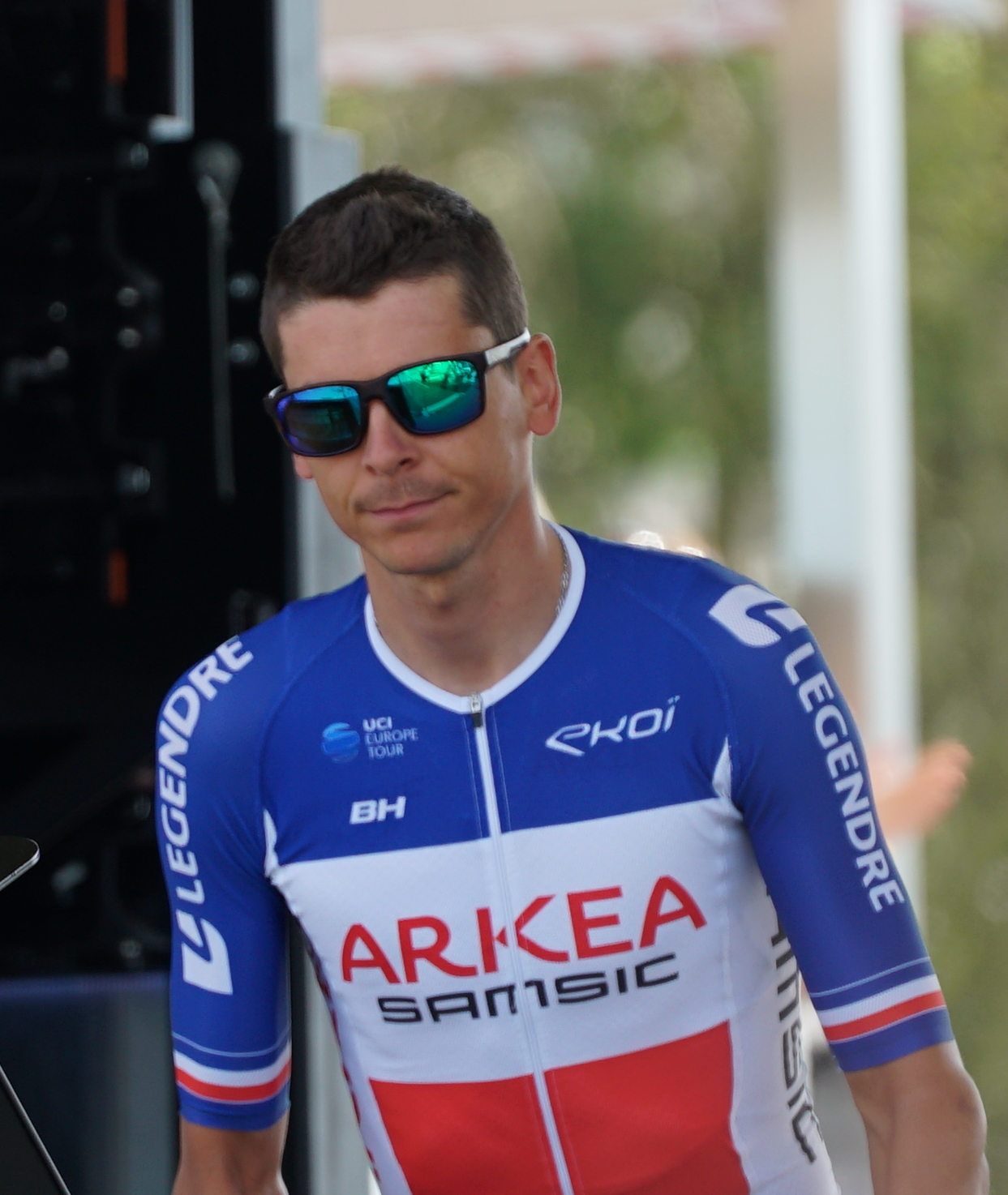
Warren Barguil portant le maillot de champion de France lors du Tour de France 2019.

Alors que ses débuts en 2019 paraissaient satisfaisants (deux fois neuvième au Challenge de Majorque, troisième de la Drôme Classic) il subit une lourde chute lors de la 2e étape de Paris-Nice, qui lui cause une entorse aux cervicales. Cette blessure l'éloigne des routes pendant trois semaines. Pendant sa période de récupération, le 22 mars, Christian Prudhomme annonce que l'équipe Arkéa-Samsic est retenue pour le Tour de France. Il reprend la course lors du Tour de Catalogne, où il chute de nouveau lors de la dernière étape et abandonne. Il souffre d'une fracture non-déplacée de l'os iliaque et déclare forfait pour Liège-Bastogne-Liège. Fin juin, il met fin à cette longue période de doute, en devenant champion de France sur route à La Haie-Fouassière. Il acquiert cette victoire au sprint en ayant pris la bonne échappée et après avoir attaqué plusieurs fois dans les derniers kilomètres. Dans une interview d'après-course, il déclare avoir failli arrêter le vélo après une longue « traversée du désert ».
Il commence donc le Tour de France avec le maillot tricolore. Il passe à l'attaque sans réussite lors des finals des étapes de la Planche des Belles Filles et celle du Tourmalet, ne parvenant pas à creuser un écart important sur les favoris. Lors de l'avant dernière étape de montagne, il parvient à se glisser dans l'échappée avant de se faire rattraper par les favoris à quelques kilomètres du col de l'Iseran. Cependant ayant réussi à s'accrocher à la roue d'Egan Bernal avec Simon Yates, il se fait lâcher un peu plus tard dans la montée. Alors qu'il entame la descente en troisième position à la poursuite des deux fuyards, la course est neutralisée et les temps sont arrêtés au sommet mais sans vainqueur d'étape. Le lendemain, lors d'une étape une nouvelle fois raccourcie à cause des conditions météorologiques, il parvient à se hisser à la dixième place du classement général. Il conserve ce classement sur les Champs-Élysées, égalant ainsi sa performance de 2017. En accord avec le nouveau sélectionneur national, Thomas Voeckler, il ne participe pas au championnat du monde dont le parcours lui correspond peu.
Il reprend la compétition en août lors de l'Arctic Race of Norway. Il s'empare du maillot jaune-orangé de leader lors de la troisième étape en finissant à quelques secondes du vainqueur de l'étape Odd Christian Eiking et devant tous les autres leaders dont Alexey Lutsenko. Le lendemain, lors de la dernière étape en boucle, il s'élance avec quatre secondes d'avance, mais perd le général pour une seconde, devancé par Lutsenko grâce aux bonifications. Il participe après quatre ans d'absence à la Bretagne Classic, qu'il termine douzième. À la fin de la course, il se dit frustré car il estime avoir fait un mauvais choix tactique : alors qu'il était dans le groupe de tête esseulé, il a laissé partir trois fuyards en pensant qu'il se feraient rattraper, mais ils ont finalement terminé la course en tête. En fin de saison, le contrat qui le lie à Arkéa-Samsic est prolongé de trois ans.

### 2020: une saison tronquée
La saison 2020 voit l'arrivée au sein de l'équipe de Nairo Quintana. Cette année est fortement perturbée par la crise sanitaire et Warren Barguil participe à peu de courses. Il fait sa rentrée sur le Tour de la Provence, où il termine 24e place du classement général remporté par Quintana. Il enchaîne deux places d'honneur sur l'Ardèche Classic (4e) et la Drôme Classic (2e), avant de participer à Paris-Nice. Il chute dès la première étape et reste attardé toute la journée. Même s'il parvient à couper la ligne dans les délais, il est exclu de la course pour s'être abrité de manière trop prolongée derrière la voiture de son directeur sportif. C'est sa dernière course avant le confinement et l'arrêt du calendrier mondial.
À la reprise des compétitions en août, il est septième de la Route d'Occitanie et neuvième du Critérium du Dauphiné. Au Tour de France, il a pour fonction d'être un coéquipier de luxe pour Quintana. Il travaille ainsi pour son leader dans la 7e étape vers Lavaur lorsque celui-ci est distancé dans une bordure. Il tente de s'échapper dans l'étape suivante vers Loudenvielle, sans succès. Le déroulement de la course avec la troisième chute de Quintana dans la 13e étape, puis de grandes difficultés à suivre à partir de l'étape du Grand Colombier font progressivement glisser le leadership de l'équipe vers Warren Barguil. À l'avant de la course lors de l'étape de Villard-de-Lans (6e), il réalise une bonne performance lors du contre-la-montre de la Planche des Belles Filles (15e) et termine finalement à la 14e place du classement général (1er de son équipe), jugeant sa course comme « satisfaisante ».
Il est remplaçant pour la course en ligne des championnats du monde 2020. Barguil aurait pu figurer dans la sélection, le sélectionneur Thomas Voeckler le jugeant « indispensable », mais Barguil la refuse, ne se jugeant pas suffisamment en forme. Il se montre performant sur les classiques ardennaises, terminant quatrième de la Flèche wallonne, cinquième de la Flèche brabançonne et neuvième de Liège-Bastogne-Liège. Il met fin à sa saison après une cinquième place sur Paris-Tours.

### 2021: une victoire au Tour du Limousin et une grave blessure
Il commence sa saison sur le Tour de La Provence qu'il conclut à la 13e place, à 1 minute et 28 secondes du vainqueur Ivan Sosa. Il enchaîne avec la Classic de l'Ardèche (11e) et la Drôme Classic (9e) avant de s'élancer sur son premier grand objectif, Paris-Nice. Il y termine 14e du général, 5e de la dernière étape, et y remporte le prix du super-combatif.
En mars et en avril, il est 44e de Milan-San Remo, puis participe à la classique À travers la Flandre. Présent dans un groupe de poursuivants avec Greg Van Avermaet, Jasper Stuyven, Christophe Laporte, Ivo Oliveira, Victor Campenaerts, Luke Durbridge et Florian Sénéchal à la poursuite de Dylan Van Baarle qui s'impose en solitaire avec 39 secondes d'avance, il se classe 51e. Après l'arrivée, Barguil fustige cinq de ses camarades d'échappée qui n'ont pas collaboré. Il est ensuite 36e du Tour des Flandres, puis 25e de l'Amstel Gold Race. Il se classe cinquième de Flèche wallonne à 11 secondes du vainqueur Julian Alaphilippe, son meilleur résultat de la saison jusqu'alors. Par la suite, il est 26e de Liège-Bastogne-Liège puis 29e du Tro Bro Leon.
En juin, il participe au Critérium du Dauphiné, mais ne pèse pas sur la course, étant diminué par une chute. Il termine ensuite 4e du championnat de France, puis participe à son septième Tour de France, où il est pris dans une chute massive lors de la 13e étape et ne prend pas le départ le lendemain.
Pour son retour à la compétition, il se classe 44e de la Classique de Saint-Sébastien et huitième de l'Arctic Race of Norway. Il gagne ensuite le Tour du Limousin qu'il remporte « à la place », étant à égalité de temps avec Franck Bonnamour. Il s'agit de sa première victoire sur une course à étapes. Fin septembre, il souffre d'une fracture du bassin après une chute à l’entraînement et met un terme à sa saison.

### 2022: deux victoires
En mars 2022, Warren Barguil remporte la cinquième étape de Tirreno-Adriatico. Le 2 avril, il remporte au sprint le Grand Prix Miguel Indurain dans un final fait pour les puncheurs.
Au mois de juillet, il participe au Tour de France, où il s'illustre lors de la 11e étape, au cours de laquelle il prend part à une échappée, puis s'isole alors qu'il reste une cinquantaine de kilomètres à parcourir. Il est finalement repris à un peu plus de 4 kilomètres de l'arrivée par son coéquipier Nairo Quintana, qui s'est extrait du groupe des favoris. Le surlendemain, il ne prend pas le départ de l'étape, en raison d'un test positif au Covid.

### 2023

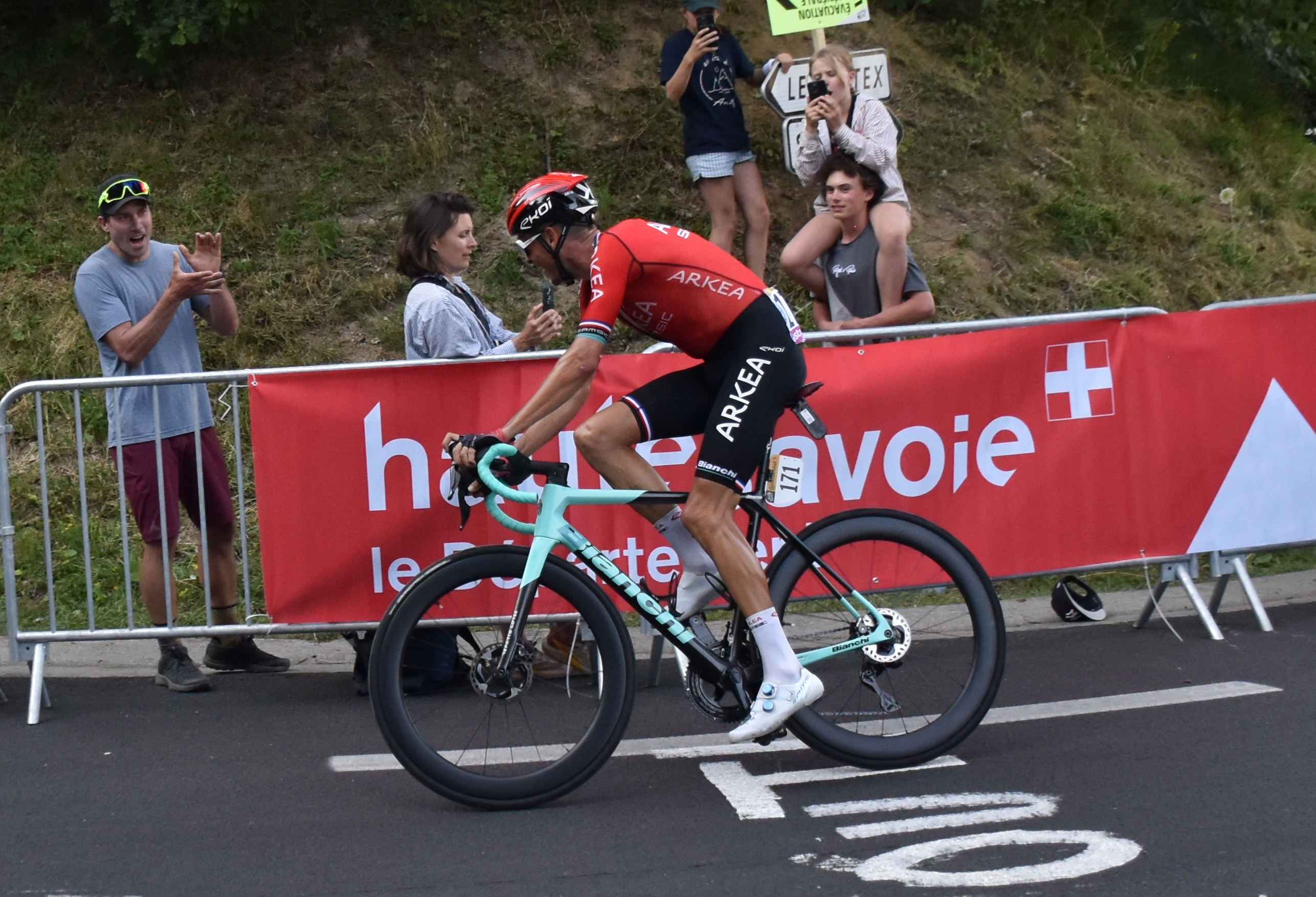
Warren Barguil - 10e à l'arrivée de la 15e étape du Tour de France 2023.

Warren Barguil vise en 2023 les courses d'un jour et souhaite participer pour la première fois de sa carrière au Tour d'Italie pour y remporter une étape et figurer ainsi parmi les coureurs ayant remporté une étape sur les trois grands tours. Warren Barguil est leader sur les courses italiennes du début de saison avec les Strade Bianche, Tirreno-Adriatico et Milan-San Remo.

### 2024
En août 2023, dsm-firmenich annonce le recrutement de Warren Barguil avec un contrat portant sur trois saisons. Le coureur retrouve ainsi la structure avec lequel il a commencé sa carrière professionnelle. Sixième de la Muscat Classic puis du Tour d'Oman en février, il conclut ce mois par une quatrième place sur la Drôme Classic. En avril, il se fracture une côte à la suite d'une chute lors du Tour du Pays basque. Malgré cette blessure, il participe à l'Amstel Gold Race où il abandonne. Non rétabli, il est forfait la semaine suivante pour les classiques ardennaises.

## Style
Dès ses débuts dans les catégories de jeunes, Barguil montre des dispositions dans les montées, de type grimpeur-puncheur, ce qu'il garde une fois sa carrière professionnelle lancée. Il est en revanche moins performant dans les sprints, bien qu'il en ait déjà gagné quelques-uns, et dans les contre-la-montre.
Dans un entretien à Ouest-France en février 2021, Warren Barguil déclare être satisfait de la décision de l'UCI d'interdire les corticoïdes en 2022, mais aimerait que les instances se penchent également sur les cétones, autorisées mais dont les effets secondaires sont inconnus. Il explique également son refus du dopage et le respect de sa "ligne de conduite".
À l'intersaison 2021-2022, Warren Barguil prend la décision de délaisser les classements généraux et de se consacrer aux classiques et autres courses d'un jour.

## Palmarès, résultats et distinctions

### Palmarès amateur
| - 2008 - 1re étape du Trophée Sébaco (contre-la-montre) - 3e du Trophée Sébaco - 2009 - Champion de France sur route juniors - Tour du Morbihan Juniors - Ronde du Maquis - Grand Prix de Trèbes - 2e de la Classique des Alpes juniors - 3e du Trophée Sébaco - 2010 - Grand Prix d'Auray - Prix de la Saint-Laurent Espoirs - Trophée Daniel Le Breton - 2e du championnat de France universitaire sur route - 3e de La Melrandaise - 3e du championnat de Bretagne sur route - 2011 - Grand Prix U - Grand Prix de Lanester - Nocturne de Tulle - 7e étape du Tour de l'Avenir - La Pluvignoise - 8e et 9e étapes du Trophée Aven Moros - 2e du Grand Prix Gilbert Bousquet - 2e du Tour de Belle-Île-en-Mer - 5e du Tour de l'Avenir | - 2012 - Essor basque : - Classement général - Route de l'Atlantique - Annemasse-Bellegarde et retour - Classement général de l'Essor breton - Classement général du Loire-Atlantique Espoirs - 1re et 5e étapes du Tour de Franche-Comté - 2e étape du Tour des Pays de Savoie - Tour de Mareuil-Verteillac-Ribérac : - Classement général - 1re étape - 2e étape de la Ronde finistérienne - Tour de l'Avenir : - Classement général - 4e étape - Tour de Belle-Île-en-Mer - 2e de la Ronde du Pays basque - 2e du Trophée de l'Essor - 2e du Circuit du Morbihan - 2e du Tour des Pays de Savoie - 2e du Grand Prix Cristal Energie - 2e de Paris-Tours espoirs - 3e des Boucles de l'Essor - 3e du Tour de Franche-Comté - 3e du Tour Alsace |  |

### Palmarès professionnel
| - 2013 - 13e et 16e étapes du Tour d'Espagne - 2014 - 6e du Tour de Pékin - 8e du Tour d'Espagne - 9e du Tour de Catalogne - 2015 - 9e de la Classique de Saint-Sébastien - 9e du Grand Prix cycliste de Québec - 2016 - 3e du Tour de Suisse - 6e de Liège-Bastogne-Liège - 8e du Tour de Lombardie - 9e de la Flèche wallonne - 2017 - Tour de France : - Classement du meilleur grimpeur - Prix de la combativité - 13e et 18e étapes - 6e de la Flèche wallonne - 8e de Paris-Nice - 10e du Tour de France - 2018 - 3e du Grand Prix de Wallonie - 2019 - Champion de France sur route - 2e de l'Arctic Race of Norway - 3e de la Drôme Classic - 10e du Tour de France | - 2020 - 2e de la Drôme Classic - 4e de la Flèche wallonne - 9e du Critérium du Dauphiné - 9e de Liège-Bastogne-Liège - 2021 - Classement général du Tour du Limousin-Périgord en Nouvelle-Aquitaine - 2e du Grand Prix de Wallonie - 5e de la Flèche wallonne - 2022 - 5e étape de Tirreno-Adriatico - Grand Prix Miguel Indurain - 3e de la Flèche brabançonne - 9e de la Flèche wallonne - 10e du Grand Prix cycliste de Québec - 10e du Grand Prix cycliste de Montréal - 2023 - 10e de la Flèche wallonne - 2024 - 1re étape du Tour du Danemark (contre-la-montre par équipes) - 2025 - 10e d'Eschborn-Francfort |  |

### Résultats sur les grands tours

#### Tour de France
11 participations
- 2015 : 14e
- 2016 : 23e
- 2017 : 10e, vainqueur du  classement du meilleur grimpeur et du  prix de la combativité, vainqueur des 13e et 18e étapes
- 2018 : 17e
- 2019 : 10e
- 2020 : 14e
- 2021 : non-partant (14e étape)
- 2022 : non-partant (13e étape), vainqueur du souvenir Henri-Desgrange
- 2023 : 22e
- 2024 : 40e
- 2025 : 23e

#### Tour d'Italie
1 participation
- 2023 : 17e

#### Tour d'Espagne
4 participations
- 2013 : 38e, vainqueur des 13e et 16e étapes
- 2014 : 8e
- 2016 : abandon (3e étape)
- 2017 : non-partant (8e étape), exclu par son équipe[48]

### Classements mondiaux
| Année                                 | 2011 | 2012 | 2013 | 2014 | 2015 | 2016 | 2017 | 2018 | 2019 | 2020 | 2021 | 2022 | 2023 | 2024 |
| ------------------------------------- | ---- | ---- | ---- | ---- | ---- | ---- | ---- | ---- | ---- | ---- | ---- | ---- | ---- | ---- |
| UCI World Tour                        |      |      | 101e | 52e  | 97e  | 30e  | 37e  | nc   |      |      |      |      |      |      |
| Classement mondial                    |      |      |      |      |      | 62e  | 56e  | 165e | 100e | 36e  | 70e  | 42e  | 114e | 229e |
| UCI Europe Tour                       | 486e | 69e  |      |      |      | 801e | 901e | 199e | 82e  | 29e  | 59e  | 35e  | 92e  | nc   |
| UCI America Tour                      | 198e | nc   |      |      |      | nc   | nc   | nc   |      |      |      |      |      |      |
|                                       |      |      |      |      |      |      |      |      |      |      |      |      |      |      |
| Légende : nc = non classéSource : UCI |      |      |      |      |      |      |      |      |      |      |      |      |      |      |

### Distinctions
- Vélo d'or français espoirs : 2012
- 3e du Vélo d'or français : 2013
- 2e du Vélo d'or français : 2017
- Trophée des Sports du Conseil régional de Bretagne en 2013[49]
- Victoire de la Bretagne du sportif de l'année en 2015[50] et en 2017[51]

### Vidéographie
- DVD documentaire Warren Barguil, en route vers les sommets[52] en 2015, 52 minutes, réalisé par Kenan an Habask et produit par France Télévisions et Tita Productions

## Vie privée
Warren Barguil s'est marié à Gabrielle le 21 octobre 2017. En 2019, ils accueillent un petit garçon, Raphaël, né le 21 octobre.
Il supporte le Football Club de Lorient, il a d’ailleurs donné une fois le coup d’envoi d’une rencontre des Merlus.